# 花园大道站
花园大道站位于中华人民共和国安徽省合肥市包河区河北路与花园大道交叉口地下，是合肥轨道交通5号线的地铁车站。

## 车站结构
花园大道站位于花园大道与河北路交叉口，沿河北路南北向布置，车站为地下两层单柱双跨岛式车站，站台宽度12m。